# Christianisme en Égypte
 (juillet 2018).
Si vous disposez d'ouvrages ou d'articles de référence ou si vous connaissez des sites web de qualité traitant du thème abordé ici, merci de compléter l'article en donnant les références utiles à sa vérifiabilité et en les liant à la section « Notes et références ».
Les chrétiens d'Égypte représentent de 5 à 10% de la population du pays. C'est la plus nombreuse des communautés chrétiennes du Proche-et-Moyen-Orient, et la seconde en pourcentage après celle du Liban. Environ un chrétien oriental sur deux dans le monde est égyptien.

## Communautés chrétiennes
La distribution des chrétiens d’Égypte selon les différentes confessions est largement contestée. 
| Église                                               | Année 2000      |
| ---------------------------------------------------- | --------------- |
| Église copte orthodoxe                               | 17 450 000      |
| Église orthodoxe d'Alexandrie                        | 350 000 fidèles |
| Église catholique copte                              | 210 000 fidèles |
| Protestants                                          | 200 000 fidèles |
| Église grecque-catholique melkite                    | 10 000 fidèles  |
| Église apostolique arménienne (Arméniens orthodoxes) | 7 000 fidèles   |
| Église catholique syriaque                           | 5 000 fidèles   |
| Église maronite                                      | 5 000 fidèles   |
| Église latine                                        | 2 000 fidèles   |
| Église arménienne catholique                         | 1 500 fidèles   |
| Église syriaque orthodoxe                            | 1 100 fidèles   |
| Total des Chrétiens                                  | 18 500 000      |

Les chrétiens coptes seraient entre 5 000 000 et 10 000 000 de fidèles, voire plus selon les sources. Les autorités égyptiennes tendent à les minimiser alors que les chrétiens se disent être plus nombreux que l'État le prétend, entre 20 et 25 %. Il est difficile de connaître la réalité dans ce pays du fait de l'absence de recensement impartial.
Des dignitaires religieux musulmans sunnites de l'Université Al-Azar estiment que le nombre de Chrétiens dans le pays ne dépasseraient pas 1,5 % ou 2 % de la population égyptienne en 2018. L'organisation des Frères Musulmans, proche de l'ancien président Morsi, estimait en 2012 que le total des Chrétiens en Égypte ne dépassait pas 0,5 % de la population.   

### Nombre de Chrétiens
Selon les autorités égyptiennes, le pays a une population à 10% de confession chrétienne. Selon les chrétiens, cette proportion serait plutôt de l'ordre de 15 à 20%.
On peut d'ailleurs remarquer à ce sujet que, dès les années 1980, l’État égyptien estimait le nombre de chrétiens à 10 % de la population environ. Cette proportion ferait toujours référence aujourd'hui (voir à ce sujet les reportages concernant les coptes sur le site de l'INA). Également, à cette époque la population égyptienne était estimée à 65 millions d'individus contre environ 80 millions aujourd'hui, pourtant le chiffre avancé de 6 millions et demi de chrétiens lui reste constant.
Aussi, à moins que la diaspora copte n'ait explosé ces vingt dernières années et en considérant que dès les années 1980 les chiffres officiels minimisaient la proportion des coptes dans la population, on peut alors raisonnablement penser que la proportion des coptes dans la population égyptienne est plus autour de 15 % et une estimation autour des 20 % ne paraît pas irréaliste.

### L'Église copte orthodoxe
La très grande majorité des chrétiens égyptiens (environ 93 %) appartient à l'Église copte orthodoxe (regroupant 15 à 20 millions de baptisés). Le mot copte lui-même signifie égyptien ; « Église copte » signifie donc « Église égyptienne », les coptes se considérant depuis longtemps comme les derniers dépositaires de la culture pharaonique du fait notamment de la langue copte qui est une évolution de la langue égyptienne des temps pharaoniques, mais la majorité des coptes parlent l'arabe, la langue officielle du pays. Un de leurs symboles est la "croix de vie" ayant la forme d'une croix chrétienne mais étant originaire de la religion polythéiste de l’Égypte ancienne (attribut du dieu Anubis). Les Coptes se font typiquement tatouer cette croix sur leur poignet.

### L'Église orthodoxe d'Alexandrie
Le Patriarcat orthodoxe d'Alexandrie, patriarcat orthodoxe grec d'Alexandrie et de toute l'Afrique (liste des patriarches orthodoxes d'Alexandrie) dirige l'Église orthodoxe d'Alexandrie, en résidence à Alexandrie : 350 000 membres revendiqués vers 2020.
L'Église d'Alexandrie (ou Église d'Égypte) se maintient unique jusqu'au concile de Chalcédoine (451), où elle se scinde en deux. La majorité devient l'Église copte orthodoxe, église des trois conciles (antéchalcédonienne, refusant les conclusions de ce concile), de communion orthodoxe orientale, autocéphale. La minorité chalcédonienne, restée en lien avec l'Église byzantine (Patriarcat œcuménique de Constantinople), forme l'Église grecque-orthodoxe d'Alexandrie, progressivement Église des sept conciles, relevant de l'Église orthodoxe, pleinement orthodoxe (de communion orthodoxe, en résidence à Alexandrie (sauf pour la période 1517-1811, où la résidence est à Constantinople) .
Alexandrie connaît quatre Patriarches d'Alexandrie :
- l'Église orthodoxe d'Alexandrie, dirigée par un "Patriarche orthodoxe d'Alexandrie" : liste des patriarches orthodoxes d'Alexandrie,
- l'Église copte orthodoxe est dirigée par un "Patriarche d'Alexandrie" (dénommé pape) : liste des papes de l'Église copte orthodoxe,
- l'Église catholique copte est dirigée par un "Patriarche d'Alexandrie" ("Patriarcat copte catholique d'Alexandrie") : liste des patriarches catholiques coptes,
- l'Église grecque-catholique melchite, dirigée par le "Patriarche d'Antioche et de tout l'Orient, d'Alexandrie et de Jérusalem des Melkites", en résidence à Damas (Syrie) : liste des primats de l'Église grecque-catholique melkite.

Enfin, l'Église catholique (romaine) a créé au temps des croisades un "Patriarcat latin d'Alexandrie" (1219-1964) : liste des patriarches latins d'Alexandrie.

### Les autres Églises
Les autres églises, orthodoxes ou catholiques, regrouperaient environ 250 000 fidèles, en 2000-2020.
L'Église catholique en Égypte se décline en rites melchite, syrien, chaldéen, arménien et maronite
- Église catholique copte (Églises catholiques orientales), Rite copte, environ 210 000 membres et 50 000 en diaspora,
- Église grecque-catholique melchite (7 000 fidèles),
- Église apostolique arménienne (7 000 fidèles),
- Église latine (7 000 fidèles),
- Église maronite (5 000 fidèles),
- Église catholique chaldéenne (500 fidèles),
- Église syriaque orthodoxe (500 fidèles).

Les Syro-Libanais d'Égypte (100 000 vers 1940, sans doute 5 000 fidèles en 2000-2020) appartiennent à différentes confessions, grecque melkite catholique, grecque orthodoxe et maronite catholique. Voir diaspora libanaise, diaspora syrienne, Libanais d'Égypte (en), liste de Libanais d'Égypte (en), Youssef Chahine (1926-2008), Omar Sharif (1932-2015)...
Les Arméniens d'Égypte (en) (environ 5 000 en 2000-2020) sont venus principalement à la suite des massacres hamidiens : Nubar Pacha, chef du premier gouvernement égyptien moderne au XIXe siècle, était arménien. Voir aussi diaspora arménienne, liste d'Arméniens d'Égypte (en), Immeuble Yacoubian (Le Caire) (en) (L'Immeuble Yacoubian (2002), roman d'Alaa al-Aswany)...
Il existe d'autres minorités ethniques, au moins partiellement de diverses confessions chrétiennes.

### Protestantisme
Le protestantisme en Égypte (de) fédérerait environ 200 000 croyants en 2000-2020 :
- Église évangélique copte (140 000 adeptes revendiqués)
- Assemblées de Dieu (40 000 adeptes revendiqués)
- Église méthodiste libre (10 000 adeptes revendiqués)
- Open Brethren (en) (5 000 adeptes revendiqués)
- Pentecostal Church of God (en) (3 500 adeptes revendiqués)
- Église pentecôtiste internationale de sainteté (1 400 adeptes revendiqués)
- Church of God of Prophecy (en) (1 100 adeptes revendiqués)
- Église adventiste du septième jour (852 adeptes revendiqués)

## Histoire

### Antiquité tardive
L'Église d'Alexandrie, à l'origine de l'antique Église copte orthodoxe, aurait été fondée en 62, aurait participé à la Pentarchie. Le patriarcat d'Alexandrie daterait de 33 : liste des patriarches pré-chalcédoniens d'Alexandrie.
L'Égypte romaine et byzantine (de -30 à +641), dont le diocèse d'Égypte (380-539), rattaché à l'"Empire romain d'Orient" ou Empire byzantin, c'est surtout, en religion chrétienne, l'histoire des Coptes (en).
L'École théologique d'Alexandrie est fondée vers 80-180, s'illustre avec Clément d'Alexandrie (vers 150-215),tombe en déclin vers 400, demeurant plutôt néo-platonicienne.
Elle s'oppose partiellement aux autres grandes écoles théologiques paléo-chrétiennes, délivrant un enseignement systématique de la théologie : d’Antioche (avec Lucien d'Antioche (vers), d'Édesse (fondée vers 170-230, surtout en syriaque, fermée en 489 par Zénon (empereur byzantin) pour nestorianisme), de Nisibe (ouverte vers 300-350, globalement nestorienne (Église de l'Orient), plusieurs fois réformée, à peu près détruite vers 1150).
L’Afrique du Nord-Est est évangélisée à partir d’Alexandrie. Frumence d'Aksoum (315-383, originaire de Tyr) convertit son maître, le roi Ella-Amida, à l’origine de la christianisation du royaume d'Aksoum : histoire de l'Église éthiopienne orthodoxe, mythe du royaume du prêtre Jean.
Cette avancée chrétienne serait peut-être à l’origine d’une christianisation partielle d’une Arabie plutôt monothéiste : royaume d’Himyar, martyrs de Najran  (523, oasis au nord-ouest du Yémen, actuellement en Arabie saoudite).
Les relations avec le Patriarcat d'Alexandrie, particulièrement avec l'arianisme, doctrine due à Arius (vers 256-336), théologien alexandrin d'origine berbère. La polémique entre Arius et Alexandre d'Alexandrie (vers 250-328) entraîne le premier concile de Nicée (325), considéré comme le premier concile œcuménique du christianisme primitif. La polémique se poursuit avec Athanase d'Alexandrie (vers 296-373) et Eusèbe de Nicomédie (?-vers 341) et mène au Concile de Chalcédoine (451), quatrième concile œcuménique de la chrétienté, et à la scission de l'Église d'Alexandrie.
L’Église d'Alexandrie, dont découlent l’Église copte orthodoxe (orthodoxe orientale), l’Église orthodoxe du Patriarcat orthodoxe d'Alexandrie, l’Église catholique copte (catholique orientale), a été très active (littérature copte), de même que toutes les Églises catholiques orientales, et a connu plusieurs schismes, dont certains très anciens : liste des patriarches pré-chalcédoniens d'Alexandrie, dont Théophile d'Alexandrie (?-412), responsable de la destruction des temples païens d'Alexandrie en 391, et Cyrille d'Alexandrie (375-444). 
Les Parabalani (parabolanes) sont une confrérie chrétienne spécialisée dans les soins aux malades (dont les lépreux) et l'enterrement des morts, impliquée (selon Socrate le Scolastique (380-440)) ensuite dans une terreur antijuive à Alexandrie, et sans doute le meurtre en 415 de la philosophe Hypatie (de l’École néoplatonicienne d'Alexandrie) et de la tentative de meurtre contre le préfet d’Alexandrie Oreste.
La destruction de la Bibliothèque d'Alexandrie peut dater de cette époque, sans aucune certitude.

#### Monachisme du désert

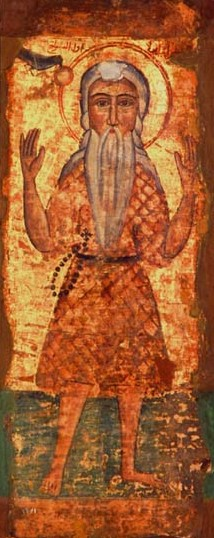
Icône copte de saint Paul, musée Copte du Caire.

Un phénomène complémentaire de ces débats et frictions est le monachisme dit du désert, essentiellement du diocèse d'Égypte : Pères du désert, Mères du désert, Histoire lausiaque (420) de Pallade d'Hélénopolis,
- Égypte : monachisme copte (en), liste de monastères coptes) (en), des centaines de monastères, et des centaines de milliers de renonçants (sur plusieurs siècles, en partie contre les exigences de l’Empire byzantin),
  - Basse-Égypte (vers Alexandrie) : 
    - Ouadi Natroun (désert de Scété), avec Paul de Thèbes (228-341), Macaire de Scété (?-391), Arsène de Scété (354-449), Anoub de Scété (en) (vers 360-460), Évagre le Pontique (346-399), Isidore de Péluse (vers 370-450),
    - désert de Nitrie, vallée des lacs Natron, Kellia (Les Cellules, le désert le plus profond, 294, fondé en 338 par Amoun des Kellia (-356), avec Macaire d'Alexandrie (298-395), monastère de l'Énaton,

  - Haute-Égypte (vers Thèbes) : Tabennèse (320), fondée par Pacôme le Grand (292-348) , grand modèle du cénobitisme, aussi appelée  thébaïde (lieu isolé et sauvage) (situé en Thébaïde (Égypte)), dont Monastère Blanc (440), Monastère Rouge…
- Judée-Palestine : monastères de la région de Gaza, monastères du désert de Juda, lieux de station de la liturgie de Jérusalem, avec Chariton le Confesseur (vers 270-350), Hilarion de Gaza (vers 291-371), Euthyme le Grand (377-473), Paule de Rome, Pierre l'Ibère (411-491), Sévère d'Antioche (465-538), relevant du patriarcat orthodoxe de Jérusalem...
- Syrie-Liban : Qinnasrīn (300 ?, Thébaïde de Syrie, Chalcis de Syrie, Chalcis de Belos, près d’Alep), grand lieu de cénobitisme, avec Jérôme de Stridon (347-420), Rabbula (?-435), Acace de Béroé (vers 330-430), Eusèbe le Syriaque (de) (vers 350-440), monastères syriaques orthodoxes, littérature syriaque, martyrologe syriaque (de), relevant du patriarcat orthodoxe d'Antioche...
- Monastère Sainte-Catherine du Sinaï (du patriarcat orthodoxe de Jérusalem), Codex Sinaiticus,
- Hésychasme, quête du silence en Dieu,
- Apophtegmes des Pères du désert, transmis oralement en copte, transcrits en grec, compilés par Pallade d'Hélénopolis (363-431),
- Philocalie des Pères neptiques, anthologie de textes des Ve – XVe siècle, constituée par Nicodème l'Hagiorite et Macaire de Corinthe, publiée en 1782 à Venise.

### Moyen Âge
L’expansion de l'islam commence en 630 : guerres arabo-byzantines (634-1180), conquête musulmane de l'Égypte (641-654), perte (pour Constantinople) des greniers à blé de l’Égypte et du Maghreb, califat omeyyade (661-750). Comme ailleurs, au moins après conquête, le statut discriminatoire de dhimmi permet une protection à des populations non musulmanes d'un État sous gouvernance musulmane. Il est aboli en 1855.
L'étude de la liste des saints coptes (avant et après 650) atteste de la violence religieuse vécue par bon nombre de fidèles, entre autres à l'époque du calife fatimide Al-Hakim bi-Amr Allah (985-1021) et du sultanat mamelouk d'Égypte (1250-1517, époque des croisades).

### Époque moderne
L'histoire du christianisme dans la province ottomane d'Égypte (1517-1867) est assez complexe, en partie en raison du retour des Mamelouks.
L'intermède français, la campagne d'Égypte (1798-1801) du général français Bonaparte, bouscule le monde ottoman : prise d'Alexandrie (1798), bataille des Pyramides (1798), révolte du Caire (1798), Armée d'Orient (campagne d'Égypte), bataille d'Héliopolis (1800), siège d'Alexandrie (1801), Commission des sciences et des arts, Institut d'Égypte (1798), Description de l'Égypte (1809).
Le règne du wali Méhémet Ali (1760-1849), vice-roi d'Égypte (1804-1848), tolérant et moderniste, assure un nouveau développement au monde copte. Un de ses successeurs abolit le statut de dhimmi en 1855.

## Situation actuelle
Les chrétiens d'Égypte vivent habituellement en relative tolérance réciproque avec les musulmans mais il y a parfois des émeutes incluant des groupes extrémistes, dont des attaques d'églises (par exemple, celle du Nouvel-An 2010-2011, qui a fait plus de 25 morts et deux attentats meurtriers en 2017). La décision de poster un policier devant chaque église en Égypte a d'ailleurs été prise depuis des années. L'actualité est souvent secouée par des assassinats de chrétiens et des injustices graves qui restent impunies. Les chrétiens d’Égypte voient leur situation se dégrader avec la radicalisation de l'islam et ce, dans le manque de reconnaissance internationale. Plus de 1,5 à 2 millions de chrétiens d’Égypte ont déjà émigré ; beaucoup de chrétiens dissimulent leur confession (en se prétendant musulmans notamment) pour ne pas subir de discrimination, risquer leur vie ou simplement pour trouver un travail. Cela concourt donc à la difficulté de leur estimation. 